# Industritekniker-maskin
Industritekniker-maskin eller maskinarbejder, er en håndværker, som er uddannet til at udføre opgaver indenfor jern- og metalindustrien, skibsværfter, maskinfabrikker og andet ved manuelt arbejde eller med computerstyrede maskiner.

## Manuelt arbejde
Industriteknikere-maskin, kan arbejde med manuelt styrede maskiner, eksempelvis drejebænke, fræsere, shappere, boremaskiner, boremøller, slibemaskiner etc., og reparerer og vedligeholder maskiner og produktionsanlæg samt udfører forskellige filebænks- og montagearbejder.

## Computerstyret arbejde
Som industritekniker-maskin, planlægger og programmerer man også computerstyrede maskiner, som omfatter opstilling af maskinerne og efterfølgende produktion.
Maskinparken kan være CNC-drejebænke, CNC-fræsere og CNC-boremaskiner og integrerede produktionsanlæg.

## Ekstern henvisning og kilde
- Industritekniker-maskin Arkiveret 6. februar 2018 hos  Wayback Machine  på Industriens uddannelser (iu.dk)